# Tony Hawk's Downhill Jam
Tony Hawk’s Downhill Jam é um jogo eletrônico de esporte e corrida, considerado um spin-off da série Tony Hawk's. O jogo foi um dos títulos de lançamento para o Nintendo Wii, mais tarde também sendo lançado para o Nintendo DS, Game Boy Advance, e Playstation 2.
O jogo se diferencia dos demais da série por focar na modalidade Downhill de skate, onde o objetivo é ir do ponto A ao ponto B em uma constante descida. No jogo é possível agredir os demais participantes das competições, além de fazer diversas manobras como já é de costume da franquia.

## Versões do jogo
Em 19 de novembro de 2006, é lançado três versões do jogo: a principal e mais completa sendo para o console Wii — esta desenvolvida pela Toys For Bob, mesma desenvolvedora de Disney's Extreme Skate Adventure — e as demais e inferiores por questões técnicas — desenvolvidas pela Vicarious Visions, mesma desenvolvedora de outros títulos como Tony Hawk's American Sk8land —, para Nintendo DS e Game Boy Advance. A versão de Nintendo DS, por ser uma versão para um console mais limitado, conta com seis pistas apenas, mas se diferencia por possuir um modo online utilizando o Nintendo Wi-Fi, entre outros extras.
Em 2007, mesmo ano de lançamento de Tony Hawk's Project 8, Toys For Bob lança a versão para PlayStation 2, sendo praticamente igual a versão de Wii.

## Personagens
Diferente dos outros títulos da série, Downhill Jam não possui skatistas profissionais jogáveis, mas sim, personagens fictícios estereotipados de teor cômico. Como exceção, podemos jogar como Tony Hawk e Kevin Staab nas versões de Wii e PS2, enquanto na versão de GBA é possível jogar como Tony Hawk.
Cada plataforma de jogo possui sua lista de personagens. A versão de PS2 possui todos os personagens da versão de Wii mais três personagens extras, são doze no total.

## Trilha sonora
- "Press Corpse", Anti-Flag.
- "Broken Bodies", Time Again.
- "Jenny", Stellastarr*.
- "At This Velocity", Thursday.
- "Handshake Heart Attack", Photo Atlas.
- "Reverse This Curse", Escape The Fate.
- "Motörhead", Motörhead.
- "Visions", Razed In Black.
- "Suture Self", The Loved Ones.
- "OSI", OSI.
- "Oceans of Class", The Bronx.
- "Morning Light", The Dirty Heads.
- "By the Throat", Dead to Me.
- "Even I Don't Know", The Golden Gods.
- "Shakedown", theStart.
- "Embrace The Gutter", The Autumm Offering.
- "Cause and Effect", Jadox.
- "Mislead", Sol Asunder.
- "Kick, Push", Lupe Fiasco.
- "Here's A Smirk", Charizma.
- "Accelerator", The One & Only Typicals.
- "The Gold Song", The Bouncing Souls.
- "Palestina", Ministry.
- "The Promise", Strike Anywhere.
- "Yes/No", The Futureheads.
- "Heartbreaking Music", Lagwagon.
- "Dead American Radio", Left Alone.
- "Myage", Descendents.
- "In Effigy", Shadows Fall.
- "No Real Pain", Priestess.
- "Different World", Iron Maiden.
- "Synthespian", Prototype.
- "Out Here All Night", Damone.
- "Drive", Excel.
- "Texas", Good Riddance.
- "More Human Than Human", White Zombie.
- "Code Red", Wild Child.
- "Hot Night Crash", Sahara Hotnights.
- "She Watch Channel Zero?!", Public Enemy.
- "Don't Bother Me", Bad Brains.